# Duelo de escritores
O Duelo de escritores foi um projeto pioneiro de competição literária que ocorria regularmente via internet. O projeto começou em 2007, com um grupo de jovens autores do estado brasileiro de Santa Catarina.
No início, faziam parte do projeto os jornalistas Fábio Ricardo, Marina Melz e Thiago Floriano, o publicitário Rodrigo Oliveira e o biólogo Félix Rosumek. Assim que que o projeto completou dois anos de atividades, Félix e Thiago saíram do grupo, sendo substituídos por Marcelo Labes e Rafael Waltrick. Os textos originais dos dois primeiros anos foram mantidos no endereço inicial, do Blogspot, assim como os publicados entre 2008 e 2009 foram alocados em um novo endereço, no Wordpress.
Com o passar do tempo, o Duelo de Escritores migrou para domínio e servidores próprios, saindo dos provedores gratuitos de blogs. Posteriormente foi aberto à participação do público, recebendo dezenas de escritores de todo o país e inclusive de outros países para participarem das competições literárias.

## Regras da competição

### Regras iniciais[3]
O tema da rodada era publicado nos dias terminados em 1 (1º, 11 e 21). Os escritores tinham até os dias terminados em 6 (6, 16 e 26) para escrever os textos e postá-los no site. Leitores e duelistas votam nos melhores textos até os dias terminados em 0 (10, 20 e 30). O autor do texto mais votado escolhia o tema seguinte.

### Regras posteriores
As rodadas passaram a ser realizadas em quinzenas. No dia 1º, eram postados os temas a serem seguidos. Os escritores tinham até o dia 10 para escrever os textos e enviá-los para o e-mail participe@duelodeescritores.com. Leitores e duelistas votavam nos melhores textos até o dia 15. No dia 16 se iniciava uma nova rodada, com os textos sendo publicados até o dia 26, quando começava a votação, que se encerrava no dia 30.

## Duelistas

### Escritores fundadores
- Fábio Ricardo de Oliveira
- Félix Rosumek
- Marina Melz
- Rodrigo Oliveira
- Thiago Floriano

### Escritores que já passaram pelo Duelo
- Marcelo Labes
- Rafael Waltrick
- Antonio Fidelis
- Camila Iara Marcos
- Elaine Rocha
- Flávia de Oliveira Marques
- Jorge Desgranges
- José Gabriel Sausen
- Karina Zichelle
- Kito Mello
- L. S. Alves
- Mr. Gomelli
- Natália Oliveira
- Paulo Castro
- Rafa Bermudes
- Raquel Sá
- Renato Tardivo
- Vogan Carruna
- Willian Sanfer
- Jefferson Luiz Maleski